# Elemo Cabral
Elemo Cabral (Uruguay, 1887-1969) fue un escritor y activista uruguayo por los derechos de los afrodescendientes, colaborador en la revista Nuestra Raza.

## Biografía
Formó parte de un nutrido grupo de estudiosos autodidactas afrouruguayos que defendieron los derechos de los afrodescendientes y difundieron los aportes de la cultura negra en Uruguay. Trabajó a lo largo de muchos años como portero en el Museo Histórico Nacional, donde, según el investigador Alberto Britos, "era la mano derecha de [Juan Ernesto] Pivel", el director del museo. Britos agrega que, a pesar de que Cabral trabajaba como portero, Pivel lo consultaba acerca de obras de arte y de objetos de valor histórico.
Cabral impulsó, junto con los hermanos Ventura Barrios y Pilar Barrios, el segundo período de la revista Nuestra Raza, que se publicó desde mediados de 1933 hasta 1948. Según su hijo Gilberto Cabral, “lo poco que mi padre podía ganar en el trabajo lo gastaba en la revista”.
Publicó una gran cantidad de artículos y ensayos sobre distintos temas vinculados a la comunidad de afrodescendientes, entre ellos el ensayo titulado The Negro Race in Uruguay, incluido en el libro Negro: an anthology, publicado en 1934 por la activista e investigadora europea Nancy Cunard.
En 1936 fue uno de los fundadores del Partido Autóctono Negro (PAN), junto con los hermanos Barrios, de Nuestra Raza, y con Salvador Betervide. El PAN llegó a participar en las elecciones generales de Uruguay de 1938, pero luego entró en crisis y se disolvió en 1944.
En la década de 1940 participó en actividades del Círculo de Intelectuales, Artistas, Periodistas y Escritores Negros (CIAPEN).